# Lights of New York

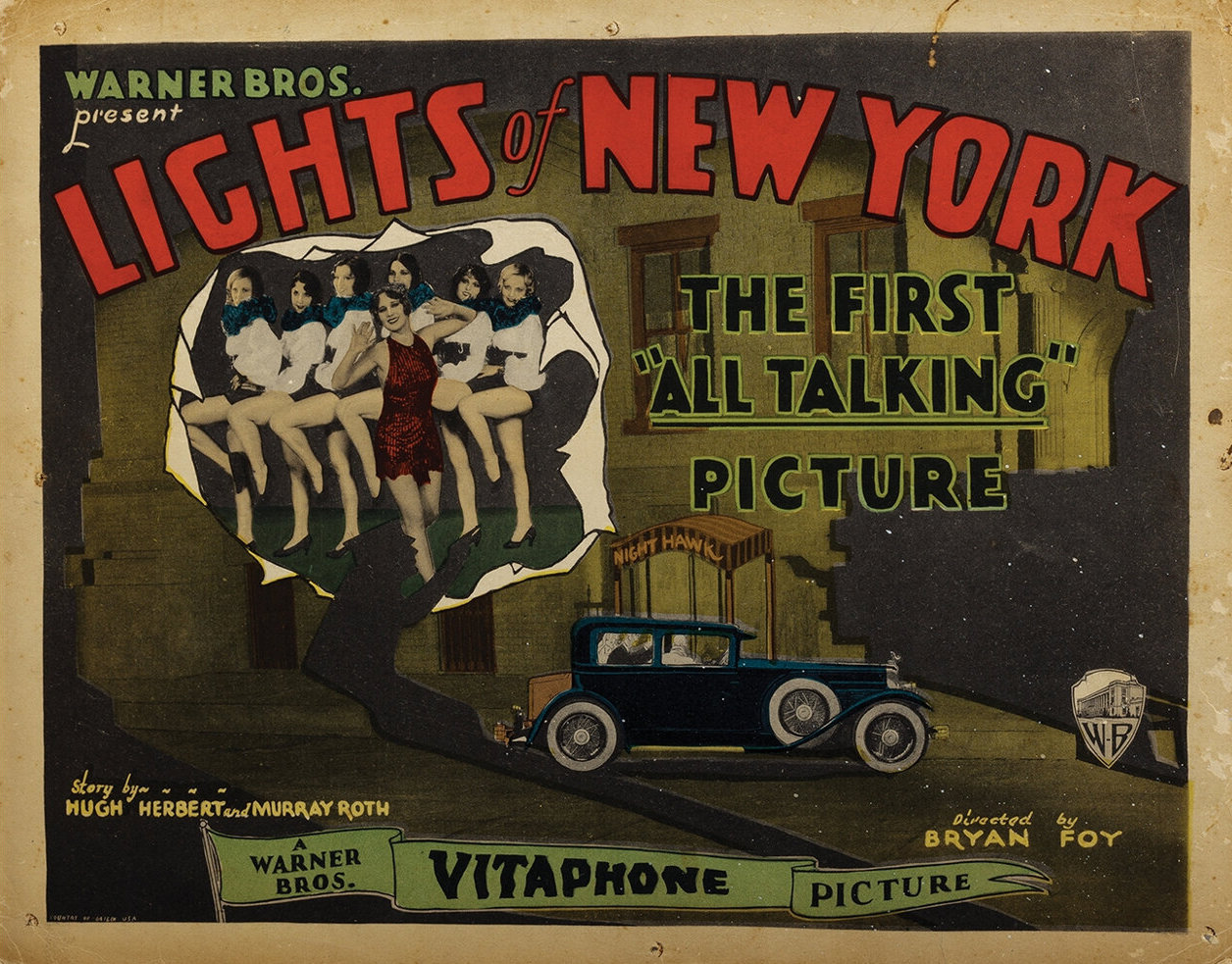
Carte promotionnelle du film 'Lights of New York (1928).

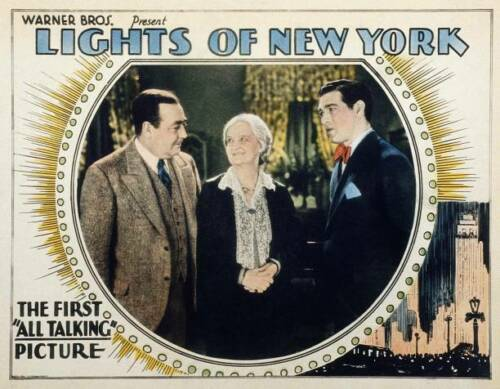
Carte de visite du film.

Lights of New York est un film américain réalisé par Bryan Foy, sorti en 1928. Il est parfois considéré comme le premier long métrage entièrement parlant de l'histoire du cinéma bien qu'il soit un court métrage selon les standards européens.

## Synopsis
Il s'agit de l'aventure de deux jeunes provinciaux fraîchement débarqués à New-York et qui se voient impliqués, malgré eux, dans une affaire de contrebande et de trafic d'alcool, en pleine période de Prohibition.

## Fiche technique
- Titre : Lights of New York
- Réalisation : Bryan Foy
- Scénario : Murray Roth (en) et Hugh Herbert
- Production : Bryan Foy
- Photographie : Edwin B. DuPar
- Montage : Jack Killifer
- Pays d'origine : États-Unis
- Format : Noir et blanc - 35mm - 1,33:1 -Son monophonique Vitaphone
- Genre : Drame
- Durée : 57 minutes
- Date de sortie : 1928

## Distribution
- Helene Costello : Kitty Lewis
- Cullen Landis : Eddie Morgan
- Mary Carr : Mme Morgan
- Wheeler Oakman : 'Hawk' Miller
- Gladys Brockwell : Molly Thompson
- Robert Elliott : Détective Crosby
- Eugene Pallette : Gene

## Autour du film
- Il s'agit du premier film de plus de 40 minutes 100 % parlant de l'histoire du cinéma[1] (Le Chanteur de jazz était un film essentiellement muet avec quelques séquences chantées et parlées).
- C'est un film Warner Bros. Pictures. Son coût de production a été de 23 000 $, et il a rapporté plus d'un million de dollars[1].